# Slawejkow (Burgas)

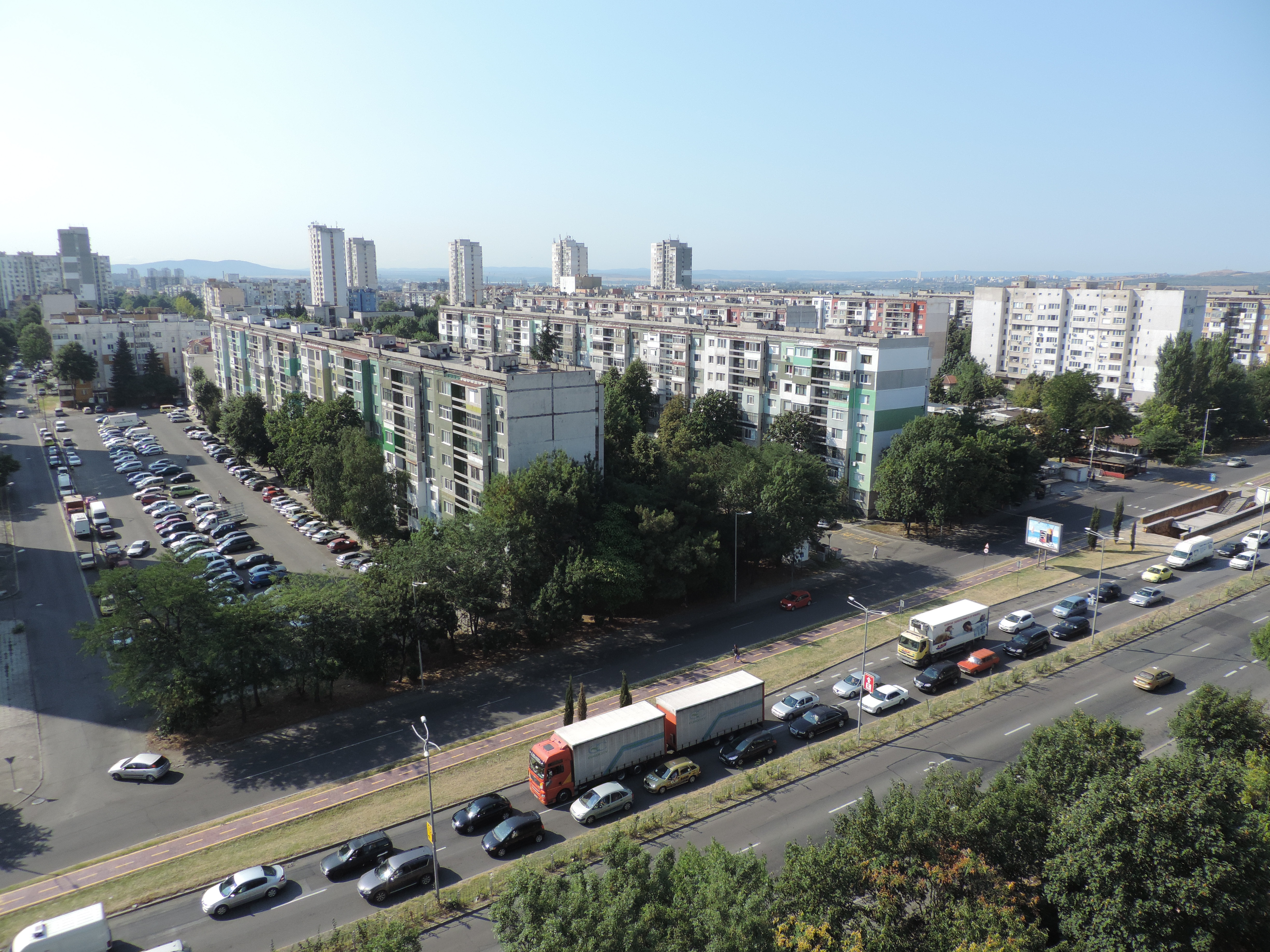
Slawejkow, August 2016

Petko Slawejkow ist mit ca. 40.000 Einwohnern der zweitgrößte Stadtteil in Burgas. Er ist nach dem bulgarischen Schriftsteller Petko Slawejkow benannt.
In Slawejkow befinden sich drei Grundschulen, die Universität „Assen Slatarow“ und eine pädagogische Hochschule. In der Multifunktionshalle Zala Mladost finden jährlich der internationale Ringer-Wettbewerb Strandscha sowie weitere Tanz-, Box und Judowettbewerbe statt. 2018 wurde der Schwimmkomplex Park Arena OZK anstelle des ehemaligen Freilichtbades eröffnet. Slawejkow ist etwa zwölf Kilometer von der Erdölraffinerie LUKOIL Neftochim Burgas entfernt.